# Erich Ott
Pour les articles homonymes, voir Ott.
Erich Ott est un artiste allemand, né le 3 décembre 1944 à Oberammergau, Bavière.
Erich Ott a dessiné :
- des pièces allemandes en Deutsche Mark :
  - en 1990, l'avers de la pièce commémorative de 2 Deutsche Mark dédiée à Franz-Josef Strauß, frappée de 1990 à 2001 à plus de 140 millions d'exemplaires ;
- de nombreuses pièces de collection allemandes en euro :
  - en 2004, le revers de la pièce de 10 euro à l'occasion de la Coupe du monde de football FIFA 2006 en Allemagne,
  - en 2004, la pièce de 10 euro pour célébrer le 200e Anniversaire de la naissance du poète Eduard Mörike,
  - en 2005, le revers du billet de 100 euro en or à l'occasion de la Coupe du monde de football FIFA 2006 en Allemagne.